# レッジェ理論
レッジェ理論（レッジェりろん）は、1960年にイタリアの物理学者トゥーリオ・レッジェが発見した理論。レッジェ・ポール理論ともいう。高エネルギーの素粒子反応に関する理論であり、角運動量を複素数平面に解析接続することによって散乱振幅を表す。これを使うと、ポメロンとレッジェ極（特異点）の交換により回折散乱を表現できる。